# Cestohowa
Cestohowa (dal nome della città polacca di Częstochowa) è una comunità non incorporata della contea di Karnes, Texas, Stati Uniti. Secondo l'Handbook of Texas, la comunità aveva una popolazione stimata di 110 abitanti nel 2000.

## Geografia fisica
Cestohowa è situata a 29°00′36″N 97°56′05″W (29.0099721, -97.9347253). Si trova lungo la FM 3191, un miglio a ovest della State Highway 123 nella parte settentrionale della contea di Karnes, a circa cinque miglia a nord di Panna Maria e 50 miglia a sud-est di San Antonio.

## Storia
Gli spagnoli costruirono un forte, il Presidio Fuerte di Santa Cruz del Cibolo vicino a Cestohowa, fondato nel 1734.
La storia della comunità è strettamente legata all'insediamento di Panna Maria, cinque miglia a sud. Fu da Panna Maria, il più antico insediamento polacco negli Stati Uniti, che quaranta famiglie slesiane fondarono Cestohowa nel 1873. Il nome della nuova colonia proveniva dalla città in Polonia che ospitava il dipinto di Nostra Signora di Częstochowa, una patrona cattolica romana.
Una chiesa fu costruita tra il 1877 e il 1878. Cestohowa aveva un proprio ufficio postale tra il 1883 e il 1918 e una scuola pubblica che aprì (con annessa scuola parrocchiale) nel 1937 e operò fino agli anni 1970. Oggi circa 110 residenti vivono nella comunità.

## Cultura

### Istruzione
L'educazione pubblica nella comunità di Cestohowa è fornita dal Falls City Independent School District.